# Hexen
Hexen: Beyond Heretic – gra FPS wydana 30 marca 1995 roku. Producentem gry jest Raven Software, a wydawcą id Software. Jest to sequel gry Heretic. Hexen wykorzystuje zmodyfikowany silnik gry Doom (jest to m.in. jedna z pierwszych gier FPS, w której można skakać). W 1996 roku ukazał się dodatek Deathkings of the Dark Citadel.

## Fabuła
Głównym celem jest pokonanie jeźdźca wężowego Koraxa. Do wyboru jest trójka postaci: mag, wojownik i duchowny; różnią się one między sobą statystykami oraz posiadają inną broń.

## Rozgrywka
W rozgrywce (co było nietypowe w czasach wydania gry) zastosowano elementy przygodówki. Gra uważana jest za trudną nawet na najniższym poziomie trudności, poprzez ilość potworów na mapach i dość ograniczony zasób amunicji. Poza trybem dla jednego gracza dostępna była też rozgrywka wieloosobowa dla maksymalnie ośmiu graczy.
Obecnie tworzony jest mod do gry Doom 3 – heXen: Edge of Chaos – wzorowany na pierwszym Hexenie.